# CSI (Computerspielreihe)
CSI ist eine Videospielreihe, die auf der US-amerikanischen Fernsehserie CSI: Den Tätern auf der Spur basiert. In den Jahren von 2003 bis 2004 wurden die einzelnen Titel von 369 Interactive entwickelt, bevor Telltale Games die Entwicklung der folgenden Spiele übernahm. Veröffentlicht werden die Spiele vom französischen Verleger Ubisoft.
Insgesamt wurden bisher neun Spiele zur Originalserie CSI: Vegas, drei zum ersten Ableger CSI: Miami und eines zum zweiten Ableger CSI: NY veröffentlicht.

## Spielprinzip
Obwohl auf diversen Plattformen veröffentlicht, ist das Spielprinzip bei allen Spielen grundsätzlich gleich: Als Tatortermittler einer CSI-Einheit der US-amerikanischen Kriminalpolizei untersucht der Spieler Tatorte und sichert Spuren des stattgefundenen Verbrechens, um diese im Zuge forensischer Untersuchungen im Labor zu analysieren und in Verbindung mit Befragungen von Zeugen und Verdächtigen den Täter zu ermitteln.

## Spiele
| Spiel                          | Metacritic                          |
| ------------------------------ | ----------------------------------- |
| CSI: Crime Scene Investigation | PC: 61/100 X360: 45/100             |
| CSI: Miami                     | 54/100                              |
| Dark Motives                   | 65/100                              |
| 3 Dimensions of Murder         | 67/100                              |
| Hard Evidence                  | PC: 63/100 X360: 48/100 Wii: 49/100 |
| CSI: NY                        | 53/100                              |
| Deadly Intent                  | 51/100                              |
| Fatal Conspiracy               | PC: 47/100 PS3: 39/100 X360: 42/100 |

### Las Vegas
- CSI: Crime Scene Investigation (2003) (Windows, Mac, Xbox)
- CSI: Dark Motives (2004) (Windows, Nintendo DS)
- CSI: 3 Dimensions of Murder (2006) (Windows, PlayStation 2, PSP)
- CSI: Hard Evidence (2007) (Windows, Xbox 360, Wii, Mac)
- CSI: Deadly Intent (2009) (PC, Xbox 360, Wii, Nintendo DS)
- CSI: Fatal Conspiracy (2010) (PC, Xbox 360, Wii, PlayStation 3)
- CSI: Unsolved (2010) (Nintendo DS, Nintendo DSi)
- CSI: Crime City (2010) (Facebook)
- CSI: Hidden Crimes (2014) (Android, iOS, Facebook)[14]

### Miami
- CSI: Miami (2004) (PC)
- CSI: Miami (2008) (iOS)
- CSI: Miami Heat Wave (2012) (Facebook)

### New York
- CSI: NY – The Game (2008) (PC)